# Blutdruckkurve
Eine Blutdruckkurve ist eine grafische Darstellung des zeitlichen Verlaufes des Blutdruckes. In den meisten Fällen wird die arterielle Blutdruckkurve betrachtet. Sie kann durch invasive Druckmessung aufgezeichnet werden.

Eine Blutdruckkurve der herznahen Gefäße mit Maximum (systolischer Blutdruck) und Minimum (diastolischer Blutdruck), Ordinate in mmHg angegeben

## Entstehung und Aussehen
Durch jeden einzelnen Herzschlag wird dem arteriellen System Blutvolumen zugeführt, welches dort nicht sofort wieder abfließen kann, da die peripheren, kleineren Arterien einen Widerstand entgegensetzen. Dadurch entsteht ein Druck, der im Maximum dem systolischen Blutdruck entspricht und der von der Elastizität der Arterien, allen voran der Aorta, abhängig ist. Durch den Gegendruck der großen Arterien auf das Blut fließt das Blut dann in die Peripherie und der Druck sinkt, bis er auf den Wert kurz vor dem nächsten Herzschlag fällt, dem so genannten diastolischen Blutdruck.
Die Analyse der Kontur der Blutdruckkurve, die Pulskonturanalyse, kann dazu genutzt werden den Verlauf hämodynamischer Parameter, wie das Herzzeitvolumen oder den systemischen Gefäßwiderstand zu überwachen, z. B. mittels PiCCO.

## Erscheinungsformen
Je nach Lage, Größe und Beschaffenheit des Gefäßes variieren die Form und Amplitude der Blutdruckkurve. Im herznahen arteriellen Bereich ergibt sich durch den Schluss der Aortenklappe eine Inzisur, wodurch im Laufe einer Periode der arteriellen Blutdruckkurve der arterielle systolische Druck, das Inzisurminimum, das Inzisurmaximum und der arterielle diastolische Druck aufeinander folgen. Die Folge von Inzisurminimum und -maximum verwischt zur Peripherie hin und teilt die Druckkurve zu einer dikroten Welle. Ursachen dafür sind hydrodynamische Effekte, die durch die Beschaffenheit der Gefäßwände hervorgerufen werden, sowie durch die Reflexionen der Pulswelle an Gefäßgabeln.
In den peripheren, unten gelegenen Arterien (im Stand: des Beins) wirkt der hydrostatische Druck additiv auf den Gefäßdruck.